# JK Tallinna Kalev
Jalgpalliklubi Tallinna Kalev é um clube estoniano de futebol, fundado em 1911 e restabelecido em 2002, com sede em Tallinn.

## Títulos
- Campeonato Estoniano (2): 1923 e 1930
- Campeonato Estoniano - SSR (1): 1955
- Esiliiga (1): 2011